# Cosmosoma flavicinctata
Cosmosoma flavicinctata är en fjärilsart som beskrevs av Paul Dognin 1911. Cosmosoma flavicinctata ingår i släktet Cosmosoma och familjen björnspinnare. Inga underarter finns listade i Catalogue of Life.